# Michiel Gast
Michiel Gast ook Michiel de Gast, bijnaam Michele Fiammingo (Antwerpen, ca 1515 - na 1577) was een Zuid-Nederlands kunstschilder die vooral landschappen en gebouwen schilderde.
Gast verbleef tussen 1538 en 1556 in Rome alwaar werken van hem hangen in Palazzo Sacchetti. Hij zou vanaf 1558 zich terug in Antwerpen hebben gevestigd.
Koning David in een landschap is één zijn bekendste werken.